# للو بازار
للو بازار (بالفارسية: للو بازار) هي قرية تقع في قسم بلان الريفي (مقاطعة تشابهار) في إيران. يقدر عدد سكانها بـ 1,070 نسمة .